# Principauté de Tarente
Pour les articles homonymes, voir Tarente (homonymie).

Blason de la maison de Hauteville.

Blason de Philippe Ier de Tarente.

La principauté de Tarente était un fief dépendant du royaume de Sicile, puis du royaume de Naples. Il a souvent été attribué à des membres de la famille royale.
La principauté a été créée à la mort de Robert Guiscard de Hauteville, duc de Pouilles, en 1085. Ce dernier avait d'un premier mariage avec une Normande, un fils, Bohémond, et d'un second mariage avec une princesse lombarde un autre fils, Roger Borsa. C'est ce dernier qu'il avait choisi pour lui succéder dans le duché de Pouilles. En compensation, Bohémond reçut de nombreuses terres dans la Capitanate, autour de Tarente, terres qui formèrent la principauté de Tarente, ou Terre de Tarente. Bohémond partit pour la première croisade en 1096 et conquit la principauté d'Antioche. Il ne revint plus en Italie jusqu’à sa mort en 1111. Son fils Bohémond II lui succéda, mais mourut en Terre Sainte en 1131 en ne laissant qu'une fille, Constance, princesse d'Antioche.
À cette date la principauté de Tarente passa au cousin de Bohémond, le roi Roger II de Sicile. Il la confia successivement à ses fils Tancrède (en 1132), Guillaume (1138) et Simon (1144), puis à son petit-fils Guillaume II. À la mort de ce dernier en 1189, la couronne de Sicile, et la principauté, passèrent à son oncle bâtard Tancrède de Lecce. Lorsque ce dernier fut vaincu par l'empereur Henri VI en 1194, la principauté passa à ce dernier. Toutefois en 1200 la principauté de Tarente fut remise à Marie de Hauteville, la fille de Tancrède de Lecce, et à son époux Gautier III de Brienne.
En 1205 la principauté fut confisquée par l’empereur Frédéric II de Hohenstaufen, fils de Constance de Hauteville (la fille de Roger II), et resta unie au trône de Sicile (trône de Naples à partir des Vêpres siciliennes de 1282) jusqu’en 1294. Manfred, fils de Frédéric II et dernier des Hohenstaufen-Hauteville, est vaincu et tué à la bataille de Bénévent en février 1266 : son heureux compétiteur, Charles Ier d'Anjou († 1285), puis son fils Charles II († 1309), assument alors la Terre de Tarente. En 1294, le roi Charles II de Naples confia la principauté de Tarente à son fils Philippe Ier, qui la transmit à ses descendants, la branche de Tarente de la Maison d'Anjou-Sicile. En 1373 cette branche s'éteignit à la mort de Philippe II, et la principauté fut disputée entre Jacques des Baux († 1383), un neveu du dernier prince Anjou, et la reine Jeanne Ire de Naples († 1382 ; une arrière-petite-fille de Charles II), qui la confisqua.
En 1376, cette dernière l'attribua à son quatrième mari, Othon IV de Brunswick-Grubenhagen († 1399). Mais Tarente fut reprise par Jacques des Baux en septembre 1381, qui la légua par testament à Louis Ier d'Anjou († 1384 ; un descendant de Charles II de Naples). Le destin de Tarente devint alors chaotique, en lien avec les guerres de succession au trône de Naples, disputé par les Anjou-Naples-Durazzo/Duras : Charles III († 1386 ; un autre descendant de Charles II) puis son fils Ladislas († 1414) ; les Anjou-Valois : Louis II d'Anjou († 1417) puis ses fils Louis III († 1434) et René († 1480 ; père de Jean de Calabre, † 1470) ; et les Aragon-Sicile : Alphonse († 1458) — il descendait à la fois de Charles II de Naples et de Manfred de Sicile (Hohenstaufen-Hauteville) — père de Ferdinand de Naples († 1494 ; mari d'Isabelle de Clermont (de Tarente) ci-dessous, et père d'Alphonse II et Frédéric).
Vers 1393 elle fut confiée à Marie d'Enghien († 1446) et à son mari Raimondo/Raimondello Orsini del Balzo (Raimond des Ursins des Baux di Soleto ; † 1406) : Marie était par sa grand-mère Isabelle l'héritière des Brienne de Lecce et donc une lointaine descendante de Tancrède de Lecce ; et son époux Raimondo/Raimondello Orsini del Balzo, un très grand seigneur du royaume de Naples. Le roi Ladislas Ier, inquiet de la quasi-indépendance de la principauté de Tarente, épousa Marie d'Enghien à la mort de Raimond pour récupérer Tarente. À la mort de Ladislas, la principauté fut conservée par sa sœur et héritière, la reine Jeanne II, qui la confia en 1415 à son mari Jacques II de Bourbon.
En 1420 la principauté fut restituée au fils de Marie d'Enghien et de Raimond del Balzo-Orsini, Jean Antoine (Giovanni Antonio) († 1463), et passa à sa mort en 1463 à sa nièce Isabelle de Chiaramonte/de Clermont-Lodève (de Tarente). Cette dernière avait en 1444 épousé le roi Ferdinand Ier de Naples et fut notamment la mère d'Alphonse II et de Frédéric). À sa mort en 1465 la principauté fut réunie au domaine royal.
Le titre de prince ou de princesse de Tarente fut par la suite attribué à plusieurs membres de la famille royale, notamment à Charlotte de Naples, petite-fille de Ferdinand Ier et d’Isabelle de Chiaramonte. Le titre fut repris par la famille de La Trémoïlle, descendante de la fille de Charlotte, Anne de Laval ; ainsi, le fils aîné des ducs de Thouars et de La Trémoïlle porta le titre de prince de Tarente jusque dans les années 1930.

## Liste des princes de Tarente

### Dynastie deHauteville
- 1088 - Bohémond de Tarente (1054-1111), plus tard Bohémond Ier, prince d'Antioche ;
- 1111 - Bohémond II (1108-1130), son fils, aussi prince d'Antioche ;
- 1128 - Roger II de Sicile (1095-1154), duc d’Apulie puis roi de Sicile, cousin germain de Bohémond Ier ;
- 1132 - Tancrède de Bari (+ 1138), fils de Roger II, prince de Bari et de Tarente ;
- 1138 - Guillaume Ier le Mauvais, ensuite roi de Sicile, fils de Roger II, devient prince de Tarente à la mort de son frère Tancrède ;
- 1144 - Simon, fils de Roger II, devient prince de Tarente quand son demi-frère Guillaume devient prince de Capoue ;
- 1157 - Guillaume II le Bon, ensuite roi de Sicile, fils de Guillaume Ier ;
- 1189 - Tancrède de Sicile, petit-fils de Roger II par son père Roger d'Apulie ;
- 1194 - Guillaume III, roi de Sicile (démis par les Hohenstaufen), comte de Lecce, fils du précédent.

### Dynastie d'Hohenstaufen(Svevia)
- 1194 - Henri VI, empereur romain et roi de Sicile, époux de Constance de Hauteville fille posthume de Roger II ;
- Régence du royaume de Sicile par le pape Innocent III ;
  - 1197 - Othon Frangipane, concédé par la reine Constance de Hauteville ;
  - 1198 - Roberto Frangipane ;
  - 1200 - Gautier III de Brienne, époux d'Elvire de Lecce, fille du dernier roi normand, Tancrède de Lecce ci-dessus (< Gautier IV de Brienne < Hugues Ier < Gautier V < Isabeau de Brienne x Gautier III d'Enghien < Jean d'Enghien < Marie d'Enghien de Lecce : les Brienne puis les d'Enghien transmettent leurs droits sur Tarente et Lecce aux Orsini del Balzo (des Ursins des Baux) puis aux Clermont-Lodève, aux Aragon-Naples, enfin aux Laval-La Trémoïlle : cf. ci-dessous) ;

- 1205 - Frédéric II, fils d'Henri VI et de Constance, roi de Sicile et empereur romain ;
- 1250 - Manfred Ier de Sicile, fils de Frédéric II, ensuite roi de Sicile ;

### Dynastie d'Anjou(Angiò)
- 1266 - Roi Charles Ier de Sicile (1227-1285 ; dernier frère de Saint Louis), vainc Manfred et est couronné roi de Sicile (péninsulaire ; insulaire seulement jusqu'en 1282) : nouvelle dynastie, par la conquête angevino-provençale de 1265-68 ;
- 1285 - Roi Charles II de Sicile (1248-1309), fils de Charles Ier, roi de Naples (Sicile péninsulaire) ;
- 1294 - Philippe Ier (1278-1332), fils de Charles II, et empereur titulaire de Constantinople ;
- 1332 - Robert de Tarente (1299-1364), fils de Philippe Ier ;
- 1346 - Louis de Tarente (1308-1362), fils de Philippe Ier et roi de Naples par son mariage avec Jeanne Ire ;
- 1364 - Philippe II (1329-1374), fils de Philippe Ier et empereur titulaire de Constantinople ;
- 1356 - Philippe III, fils de Philippe II, mourra jeune.

### Dynastie de Brunswick-Grubenhagen (Este Del Guelfo)
- 1376 - Othon IV de Brunswick-Grubenhagen (1320-1398), 4° époux puis veuf de Jeanne Ire de Naples ;

### Dynastie del Balzo
- 1381 (revendiqué à partir de 1374) - Jacques des Baux (Giacomo Del Balzo, des Baux d'Andria), fils aîné de Francesco Ier del Balzo duca di Andria, petit-fils de Philippe Ier d'Anjou-Tarente ci-dessus par sa mère Marguerite d'Anjou-Tarente-Constantinople, et empereur titulaire de Constantinople. La demi-sœur de Jacques, Marguerite (fille de Sveva Orsini del Balzo (des Ursins des Baux d'Orange) di Soleto), épouse Pierre Ier de Luxembourg-St-Pol comte de Brienne et baron d'Enghien (petit-cousin de Marie d'Enghien de Lecce ci-dessus et ci-après) ;

### DynastieOrsini-del Balzo
- 1393 - Raimondo Orsini del Balzo (des Ursins des Baux d'Orange), dit Raimondello, comte de Soleto, reconnu prince de Tarente en 1399 par le roi Ladislas (avec saisie en 1406 par Ladislas, mais restitution et confirmation en 1420 par Jeanne II à son fils Giovannantonio ci-dessous, pour la fidélité et l'aide apportées contre Jacques de Bourbon-la Marche, mari rebelle de ladite reine Jeanne), frère de Sveva Orsini del Balzo ci-dessus, et époux de Marie d'Enghien (héritière italienne des Hauteville-Lecce-Tarente et des Brienne : comtesse de Lecce, fille de Jean d'Enghien x Sancia/Bianca del Balzo d'Andria (des Baux de Berre d'Andrie ; = la sœur de Francesco Ier del Balzo d'Andria et la tante paternelle de Jacques et Marguerite des Baux ci-dessus) ; veuve, Marie dut épouser le roi Ladislas d'Anjou-Durazzo-Gravina, arrière-arrière-petit-fils de Charles II d'Anjou-Naples) ;
- 1406 - Ladislas Ier de Naples, roi de Naples, second époux de Marie d'Enghien ;
- 1415 - Jacques II de Bourbon, époux de Jeanne II de Naples, la sœur du roi Ladislas ;
- 1420 - Giovanni Antonio Orsini del Balzo, fils de Marie d'Enghien et Raimondello ;
- 1463 - Isabelle de Clermont (Isabella di Chiaromonte), nièce de Giovannantonio (Jean Antoine) Orsini del Balzo ci-dessus, en tant que fille de sa sœur Caterina/Catherine des Baux et de Tristan de Clermont-Lodève ; femme du roi Ferdinand Ier de Naples, d'où postérité ;
- 1465 - Ferdinand Ier de Naples, dit le roi Ferrante : à la mort de son épouse Isabelle, il réunit la principauté de Tarente au royaume de Naples.
  - Le titre est depuis lors attribué au fils du roi, duc de Calabre, et en premier à Alphonse II, fils aîné de Ferdinand et Isabelle. Son frère cadet Frédéric Ier en hérite, et après lui ses descendants les comtes de Laval, dont les La Trémoille ducs de Thouars ci-dessous (issus du premier mariage de Frédéric avec Anne de Savoie — fille d'Amédée IX et de Yolande, fille de Charles VII ; veuf, Frédéric se remarie avec Isabelle des Baux d'Andria — petite-nièce de Giovanni Antonio et Caterina ci-dessus par sa mère Maria Donata Orsini del Balzo (des Ursins de Baux d'Orange) di Venosa ; le père d'Isabelle était Pirro del Balzo quatrième duc d'Andria, duc de Venosa et prince d'Altamura par sa femme Maria Donata, arrière-petit-fils de Francesco Ier del Balzo (des Baux de Berre d'Andrie) ci-dessus).